# ラヴィング・ユー (マット・カードルとメラニー・チズムの曲)
「ラヴィング・ユー」（Loving You）はマット・カードルとメラニー・チズムが2013年にリリースしたデュエット・シングル。

## 概要
カードルのアルバム『ポーセリン』に収録された。UKチャートでは14位を獲得し、メラニーにとってソロ11枚目のトップ40シングルになった。トップ20入りは「ネクスト・ベスト・スーパースター」以来。

## トラック・リスト
- UK デジタル・シングル

1. Loving You - 3:34

- 「テ・アモ」

1. Te Amo - 3:34

- リミキシーズ EP

1. Loving You (DSK CHK ラジオ・エディット) - 3:52
2. Loving You (DSK CHK リミックス) - 6:45
3. Loving You (Ravi B. リミックス) - 4:48
4. Loving You (ファンク・ジェネレーション H3DRush ラジオ・ミックス) - 3:55
5. Loving You (ファンク・ジェネレーション H3DRush クラブ・ミックス) - 6:32

## チャート
| チャート (2013年)    | 順位 | 売り上げ |
| -------------------- | ---- | -------- |
| 全英シングルチャート | 14   |          |